# Чолокашвили, Кайхосро Иосифович
Кайхосро (Какуца) Чолокашви́ли (груз. ქაიხოსრო [ქაქუცა] ჩოლოყაშვილი, 14 июля 1888, Матани, Тифлисская губерния, Российская империя — 27 июня 1930, Пасси, Франция) — грузинский князь, военный деятель, один из лидеров антисоветского восстания 1924 года. Национальный герой современной Грузии.

## Биография
Кайхосро — выходец из известного рода князей Чолокашвили, сын Иосифа Чолокашвили. В русских документах его фамилия часто писалась : «Челокаев»… Кайхосро Чолокашвили окончил Тифлисскую дворянскую гимназию в 1907 г., поступил на военную службу. Служил в Тверском драгунском полку, в 1912 году вышел в отставку и вернулся в Грузию, где в 1913 году женился на Нино Мегвинетухуцеси, у них родились две дочери Катина и Цицина.

С началом Первой мировой войны Чолокашвили вновь был призван на действительную службу, командовал эскадроном на Юго-Западном фронте. После ранения Чолокашвили был, согласно его просьбе, переведён на вновь открывшийся Кавказский фронт. В начале декабря 1914 года Чолокашвили был назначен командиром кавалерийской сотни в составе 3-й Кавказской стрелковой бригады, которой командовал генерал-лейтенант Василий Габашвили. В это время турецкая армия, под командованием военного министра Энвер-паши, начала подготовку к захвату Сарыкамыша. Кайхосро Чолокашвили отличился в Сарыкамышском сражении, обороняя стратегическое «Орлиное гнездо» от превосходящих турецких сил. Он снова был тяжело ранен. 
Чолокашвили ранили, но он не прекращал воевать и взял тот стратегический пункт, который определял дальнейшую судьбу военных операций. Раненный Чолокашвили не покидал поля боя, хотя ему приказали отправиться в полевой госпиталь; повторно раненного вызвали в Сарыкамыш, приказав лечь в лазарет. Командир ответил: «Иду», но опять остался с отрядом. После третьего ранения Кайхосро стало плохо, вот тогда он был вынужден обратиться за медицинской помощью.
 — писал французский публицист Рамон Дюге в книге «Россия и замученная Грузия». За проявленный героизм Чолокашвили был награждён золотой шашкой.
После курса лечения в Госпитале Св. Нины, Чолокашвили участвовал, под командованием генерала Н. Н. Баратова, в военной экспедиции в Персию и последующем соединении с британскими войсками в Месопотамии.

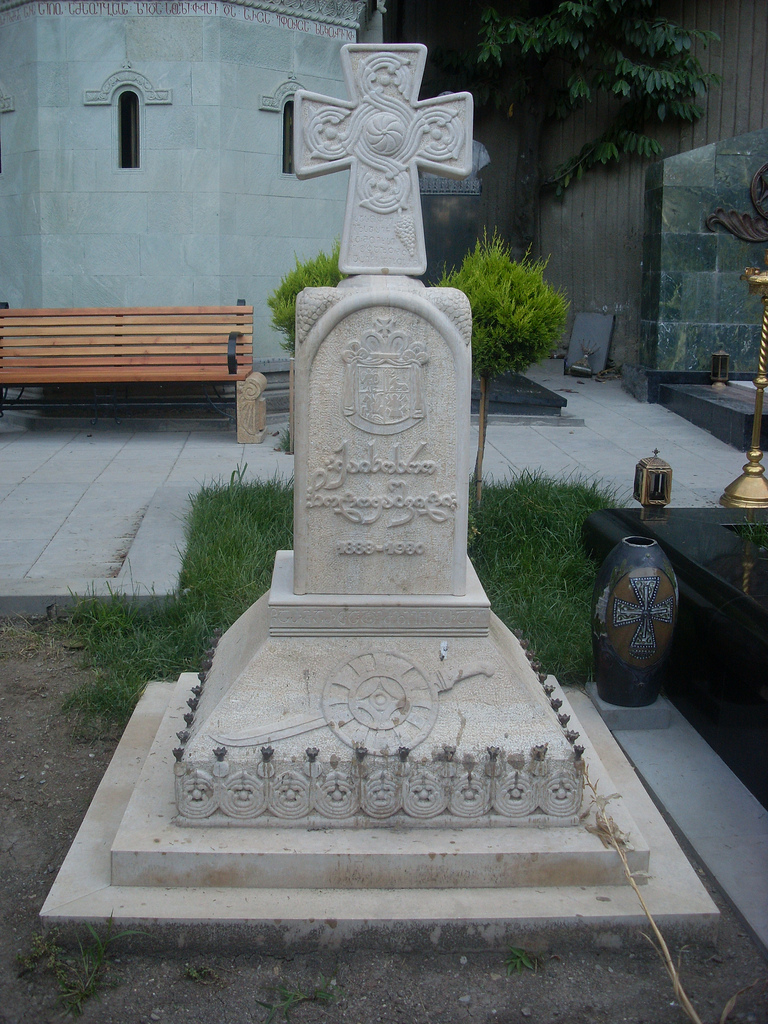
Могила князя Чолокашвили в Пантеоне Мтацминда.

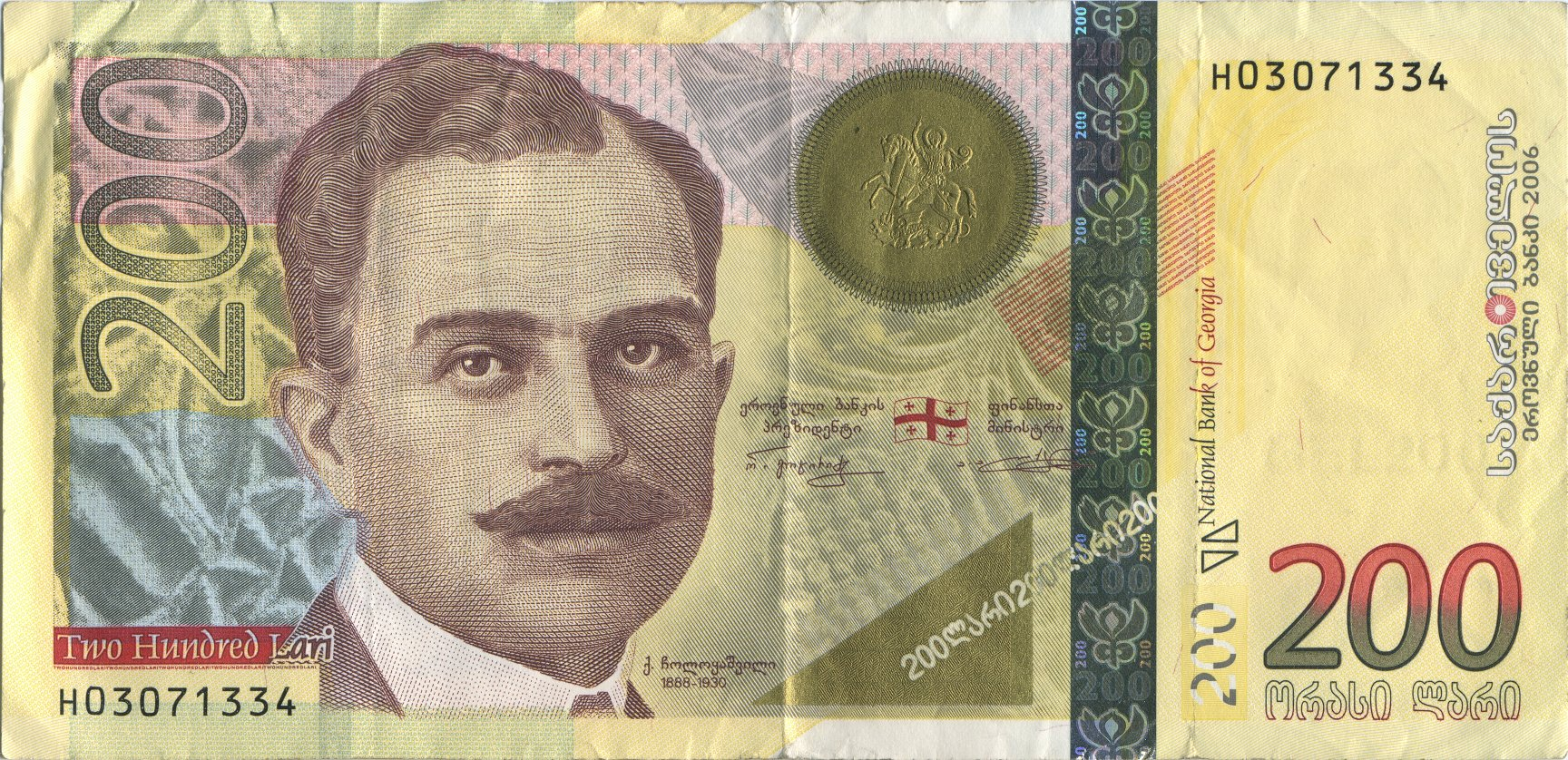
Какуца Чолокашвили на банкноте 200 лари

После Февральской революции Чолокашвили вернулся в Грузию. В середине 1917 г. вступил в Национально-демократическую партию, в начале 1918 года участвовал в формировании кавалерийских частей Грузинской армии. В 1919 году был заместителем министра обороны. Командовал кавалерийской дивизией в Грузино-армянской (1918 год) и Советско-грузинской (1921 год) войнах. 25 февраля 1921 года Красная Армия захватила Тифлис, грузинское правительство и часть армии нашли временное убежище в Батумской области, где генерал-губернатором был Вениамин Чхиквишвили.
17 марта 1921 года почти всё правительство эвакуировалось из Батумского порта на запад, а Чолокашвили тайно отбыл на север. Он решил продолжить борьбу против советизации Грузии. 12 марта 1922 года Чолокашвили создал в Мингрелии партизанский отряд, вскоре передислоцировавшийся в Хевсуретию. Там его партизаны принесли торжественную Присягу Верности. В мае 1922 года был создан Комитет независимости, куда вошли представители пяти антибольшевистских партий. В июне 1922 года Чолокашвили начал восстание в Кахетии и Хевсуретии, но потерпел поражение и отступил в Чечню. Во время арьергардного боя погиб его брат Симон.
В 1924 году, во время августовского восстания, Кайхосро Чолокашвили атаковал 29 августа военные казармы в Манглиси, но получил отпор. Взял село Приют, затем — город Душети. 3 сентября отряд Кайхосро разгромил красных под Свимониани-Хеви. Далее Чолокашвили планировал идти на Тбилиси. Однако, не получив массовой народной поддержки, вынужден был оставить Душети. В начале сентября 1924 года чекисты расстреляли 44 грузинских повстанца, в том числе 17 князей и 18 бойцов отряда Чолокашвили.
Свой последний бой Кайхосро дал в середине сентября, под Хеви-Грдзела, в Кахетии. В Хеви-Грдзельском сражении Чолокашвили проявил незаурядный военный талант. Хитрым манёвром он заставил столкнуться друг с другом отряды красноармейцев. Атаковавшие красные уничтожили свой же отряд, находившийся в засаде… В конце 1924 года князь Чолокашвили, вместе с частью своих бойцов, бежал через Турцию во Францию. 1 декабря 1924 года советская разведка получила «требующие проверки сведения» о появлении «агентов Челокаева» в Чечне. Примерно в это же время чекисты расстреляли мать и супругу князя Чолокашвили (которые не смогли эмигрировать вместе с ним и остались в Грузии).
Кайхосро Чолокашвили проживал во Франции до 1930 года и скончался от туберкулёза, заработанного на фронтах Первой мировой. Первоначально был похоронен на кладбище в Сент-Уэн (św. Audoen), несколько лет спустя его прах был перемещён на кладбище «Левиль» в Левиль-сюр-Орж — традиционное место захоронения представителей грузинской эмиграции во Франции.

## Память
Имя Какуцы Чолокашвили вновь стало популярным в Грузии в конце 1980-х годов на волне национального возрождения; его портреты можно было часто видеть на митингах протеста. 19 октября 1990 года соратник Чолокашвили, 94-летний Александр Сулханишвили привёз в Грузию флаг, который Какуца держал в руках, умирая. Этот флаг был важной реликвией в эпоху Звиада Гамсахурдиа.
Прах Какуцы Чолокашвили был перенесён из Франции в Грузию и 23 ноября 2005 года перезахоронен в Мтацминдском пантеоне, памятник на могиле выполнил скульптор Иосиф Андриадзе.
Чолокашвили считается национальным героем Грузии. Портрет Какуцы Чолокашвили изображен на банкноте Грузии номиналом 200 лари. В его честь была названа улица в Тбилиси в районе Вакэ. Его чоха (черкеска) хранится в  Музее советской оккупации, в Тбилиси.

## Цитаты
Какуца Чолокашвили был самым верным солдатом Грузии, который посвятил свою жизнь своей родине. Какуца и его соратники потерпели поражение в своей борьбе ради независимости Грузии, так как тогда Грузия ещё не была единым и сильным государством». (Михаил Саакашвили)